# Фрагосо, Луис
Луис Хорхе Фрагосо Кастрильон (исп. Luis Jorge Fragozo Castrillon; родился 8 апреля 2010) — эквадорский и колумбийский футболист, полузащитник клуба «Эмелек».

## Клубная карьера
Фрагосо родился в Колумбии, но позже переехал в Эквадор, где занимался футболом в академии «Эмелека». 9 марта 2025 года впервые попал в заявку основной команды клуба на матч чемпионата Эквадора против «Винотинто», однако на поле не появился. 27 апреля 2025 года дебютировал за «Эмелек», выйдя на замену в матче чемпионата против «Текнико Университарио», в возрасте 15 лет и 20 дней став самым молодым игроком в истории Лиги Про.